# Вацлав Роллечек
Вацлав Йозеф Роллечек, чеськ. Václav Josef Roleček, пол. Wacław Roleczek, нім. Wenzeslaus Rolletschek (*1795, ймовірно Олешніце, Чеське королівство, Австро-Угорщина, тепер район Нове-Мнєсто-над-Метуї, Чехія — †23 листопада 1857, Львів, Австро-Угорщина, тепер Україна) — чеський композитор і диригент.

## Біографія
Працював диригентом військового оркестру, оркестру театру графа Станіслава Скарбека і хору кафедрального собору святого Юра у Львові (1820-1830), оркестру театру у Кракові (1831-1832), знову оркестру театру графа С. Скарбека у Львові (1844-1845). Започаткував виконання духовних творів у супроводі оркестру.
Автор духовних творів на німецькій, польській, латинській і церковнословʼянській мовах, зокрема, мес, пісень і літургій, а також опер, фарсів, пантомім і т. ін. Найвідоміші: Літургія для змішаного хору і оркестру (1826), «Воскресний канон», опера-комедія в 4-ти діях «Twardowski tegoczesny czili Diabeł na Krzemionkach» (1825; лібрето Ян Непомуцен Каміньскі), фарс «Cyrulnik lwowski» (лібрето Леон Рудкєвіч згідно Йоганна Нестроя, прем'єра 30 червня 1845 р.), пантоміна «Złoty klucz» тощо.